# Cómo cambiar tu mente (miniserie)
Cómo cambiar tu mente (en inglés: How to Change Your Mind) es una docuserie estadounidense de 2022 basada en el ensayo homónimo de Michael Pollan. Consta de cuatro episodios, que se estrenaron el 12 de julio de 2022 en Netflix donde dan a conocer las drogas psicodélicas LSD, psilocibina, MDMA y mescalina, así como sus usos en la psicoterapia psicodélica. La serie se ha doblado al español, hindi, portugués, francés, ruso, alemán, italiano, polaco, checo y húngaro.
La serie incluye entrevistas a diversas personalidades como Ken Kesey, Ram Dass, Timothy Leary, Robert Gordon Wasson, María Sabina, Alexander Shulgin, Humphry Osmond, entre otros.

## Antecedentes
Michael Pollan publicó su libro Cómo cambiar tu mente en 2018. Sirve de presentador y guía a lo largo de la miniserie.
El 16 de junio de 2022, Netflix publicó por primera vez un tráiler de la serie y anunció que Lucy Walker y Alison Ellwood dirigirían, mientras que Alex Gibney ejercería de productor ejecutivo.

## Episodios
| N.º | Título       | Director                     | Lanzamiento         |
| --- | ------------ | ---------------------------- | ------------------- |
| 1   | «LSD»        | Lucy Walker                  | 12 de julio de 2022 |
| 2   | «Psilocybin» | Lucy Walker y Alison Ellwood | 12 de julio de 2022 |
| 3   | «MDMA»       | Alison Ellwood y Lucy Walker | 12 de julio de 2022 |
| 4   | «Mescaline»  | Alison Ellwood y Lucy Walker | 12 de julio de 2022 |

## Reparto principal
- Michael Pollan
- Paul Daley
- Bill Richards
- Sandor Iron Rope
- Lori Tipton
- James Fadiman
- Shari Taylor
- Arlen Lightfoot
- Paul Stamets
- Erika Gagnon
- Kathleen Kral
- Ann Shulgin
- Felix Scholkmann
- Julius Not Afraid
- Manish Agrawal
- Peter Gasser
- Anselmo García Martínez
- Rick Doblin

## Recepción
Stuart Heritage de The Guardian calificó la miniserie de «enormemente elocuente y convincente». Natalia Winkelman de The Boston Globe criticó la serie por ser demasiado unilateral y no abordar adecuadamente los efectos adversos de los psicodélicos. Francesca Shillcock de la revista Hello! afirmó que la serie «ha recibido grandes elogios de los espectadores». Peter White de la revista Deadline Hollywood dijo que la serie trata abiertamente sobre las sustancias (LSD, psilocibina, MDMA y mescalina) que alteran la mente y que busca «explorar el potencial de estas sustancias para curar y cambiar las mentes, así como la cultura».
En el portal de internet IMDb, la miniserie tiene una puntuación de 8.1/10 basada en 959 votos de los usuarios. En el portal de internet Rotten Tomatoes, posee un 100 % en el Tomatometer de reseñas positivas de críticos profesionales y 71 % en opinión positiva de la audiencia.